# De Sitter (cràter)

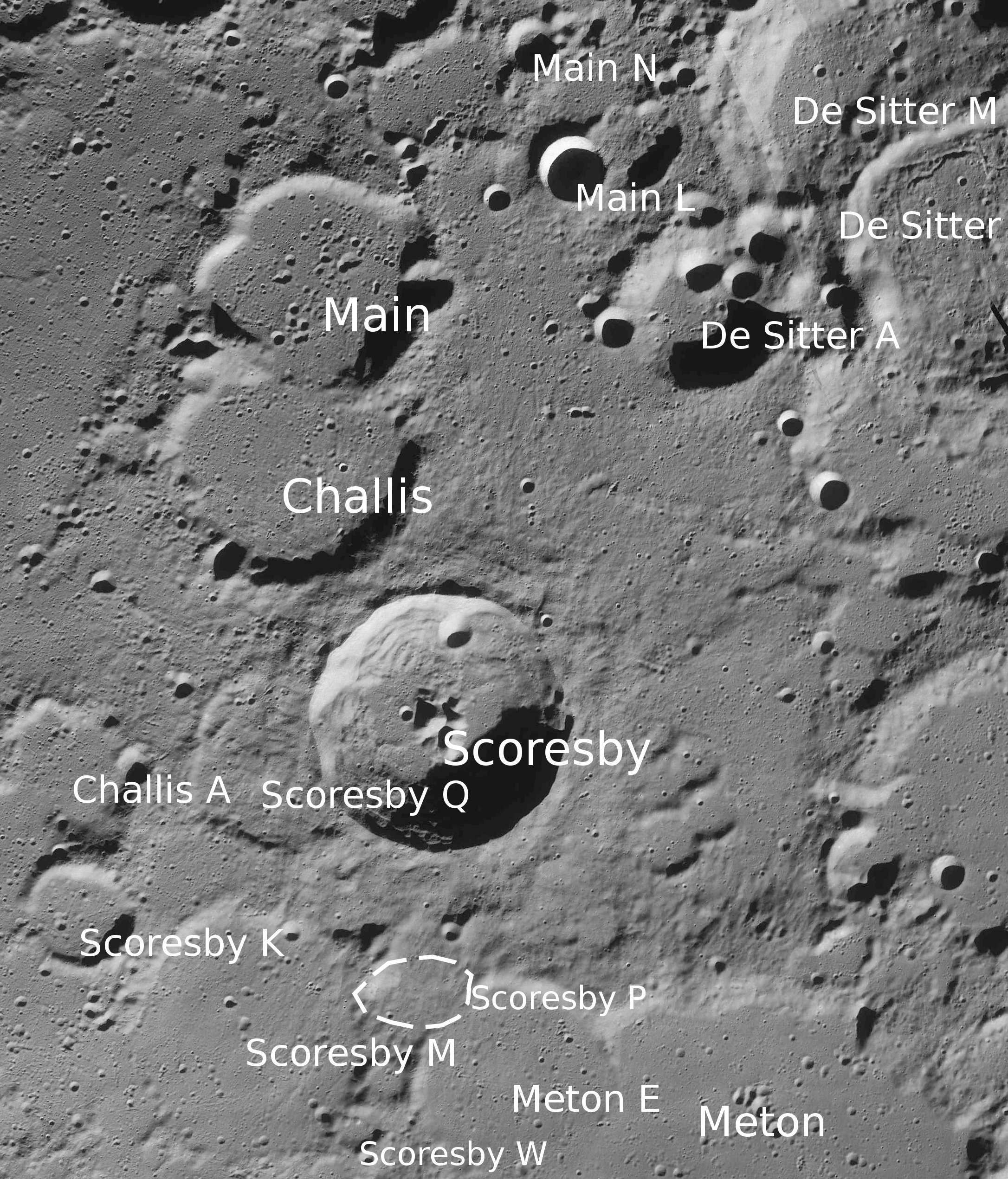
Localització de De Sitter. Fotografia de la missió Lunar Reconnaissance Orbiter.

De Sitter és un cràter d'impacte que es troba prop de l'extrem nord de la Lluna, al nord de la parella de cràters que formen Baillaud i Euctemó. A causa de la seva ubicació, aquest cràter apareix amb un escorç considerable quan és observat des de la Terra, la qual cosa limita el detall amb el qual es pot veure, rebent a més la llum del sol en un angle rasant.
Forma part d'un agregat de tres cràters inusual, amb De Sitter que recobreix el bord nord-est de De Sitter L i el bord sud de De Sitter M. Els tres cràters són de dimensions comparables, sent una mica més gran De Sitter M. On De Sitter se superposa als altres dos cràters, la seva vora exterior apareix desplomat, amb un perfil més acusat al llarg del seu costat est-sud-est. Situat al costat d'aquesta part del brocal es troba De Sitter G, una petita formació de dos cràters fusionats.
El sòl interior de De Sitter és un poc irregular i amb presència de monticles, amb una cresta central prima prop del punt mitjà. Hi ha diversos cràters petits en tot el sòl interior. També s'observen esquerdes prop de la paret interna, possiblement d'origen volcànic.

## Cràters satèl·lit
Per convenció aquests elements són identificats en els mapes lunars posant la lletra en el costat del punt mitjà del cràter que està més prop de De Sitter.
|           | \| De Sitter \| Coordenades \| Diàmetre \| \| --------- \| ------------------------------------ \| -------- \| \| A \| 80° 12′ N, 26° 36′ E / 80.2°N,26.6°E \| 36 km \| \| F \| 80° 12′ N, 51° 00′ E / 80.2°N,51.0°E \| 22 km \| \| G \| 78° 54′ N, 42° 42′ E / 78.9°N,42.7°E \| 9 km \| \| L \| 78° 48′ N, 34° 30′ E / 78.8°N,34.5°E \| 69 km \| \| M \| 81° 18′ N, 38° 30′ E / 81.3°N,38.5°E \| 81 km \| \| U \| 77° 48′ N, 46° 30′ E / 77.8°N,46.5°E \| 37 km \| \| V \| 79° 06′ N, 56° 54′ E / 79.1°N,56.9°E \| 17 km \| \| W \| 79° 24′ N, 54° 06′ E / 79.4°N,54.1°E \| 40 km \| \| X \| 80° 18′ N, 55° 24′ E / 80.3°N,55.4°E \| 9 km \| |          |
| De Sitter | Coordenades | Diàmetre |
| A         | 80° 12′ N, 26° 36′ E / 80.2°N,26.6°E | 36 km    |
| F         | 80° 12′ N, 51° 00′ E / 80.2°N,51.0°E | 22 km    |
| G         | 78° 54′ N, 42° 42′ E / 78.9°N,42.7°E | 9 km     |
| L         | 78° 48′ N, 34° 30′ E / 78.8°N,34.5°E | 69 km    |
| M         | 81° 18′ N, 38° 30′ E / 81.3°N,38.5°E | 81 km    |
| U         | 77° 48′ N, 46° 30′ E / 77.8°N,46.5°E | 37 km    |
| V         | 79° 06′ N, 56° 54′ E / 79.1°N,56.9°E | 17 km    |
| W         | 79° 24′ N, 54° 06′ E / 79.4°N,54.1°E | 40 km    |
| X         | 80° 18′ N, 55° 24′ E / 80.3°N,55.4°E | 9 km     |